# United States Aquatic Sports
L'United States Aquatic Sports (USAS) est la fédération représentant les États-Unis à la Fédération internationale de natation (FINA) et à la Unión Americana de Natación de las Américas (UANA), la fédération continentale américaine.
Créée en 1980, elle regroupe les cinq organismes dirigeants des sports aquatiques du pays : USA Swimming et United States Masters Swimming pour la natation sportive, USA Diving pour le plongeon, United States Synchronized Swimming pour la natation synchronisée et USA Water Polo pour le water-polo.